# Velden
Velden je město v Nizozemsku. Leží na jihovýchodě země v provincií Limburk, má 5 190 obyvatel. Městem protéká řeka Máza.